# تينجيل
تينجيل هي جزيرة تقع قرب الطرف الغربي من جزيرة جاوة ، وتتبع مقاطعة بنتن .

## مواقع خارجية
- صور من الجزيرة